# Richard A. Cash

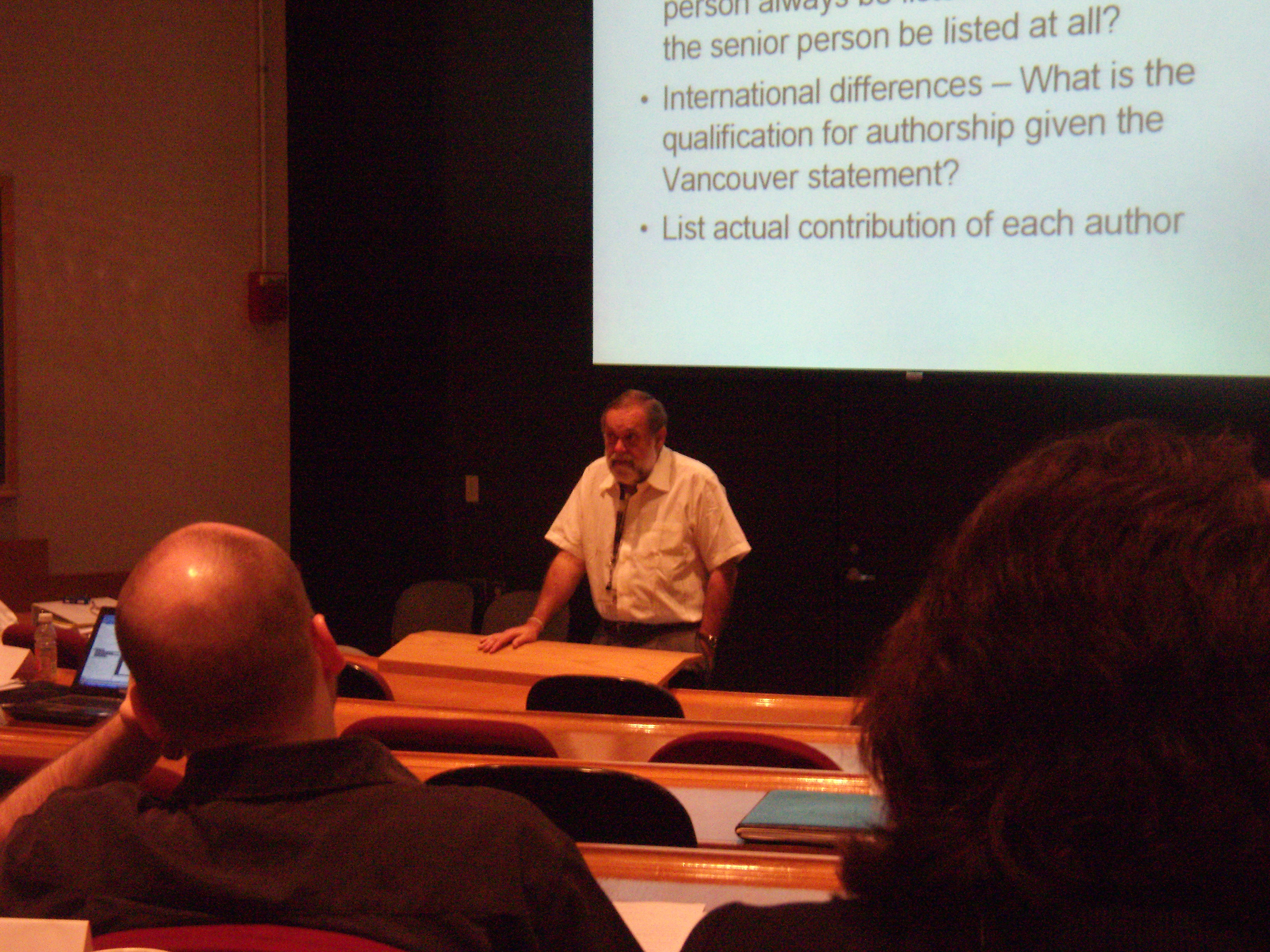
Richard A. Cash, 2018

Richard Alan Cash (* 9. Juni 1941 in Milwaukee, Wisconsin; † 22. Oktober 2024 in Cambridge, Massachusetts) war ein US-amerikanischer Arzt. Die von ihm zusammen mit David Nalin in den 1960er Jahren entwickelte Therapie zur Rehydrierung bei Cholera und anderen Durchfallerkrankungen soll geschätzte 50 Millionen Leben gerettet haben.

## Leben
Er wurde 1941 in Milwaukee als Sohn eines Hausarztes und einer Lehrerin für Gehörlose geboren. Cash studierte bis zu seinem ersten Abschluss 1963 an der University of Wisconsin-Madison, danach an der New York University, wo er 1966 den Grad eines Doktors der Medizin erlangte. Damit er als überzeugter Pazifist nicht im Vietnamkrieg dienen musste, trat er in den U.S. Public Health Service ein. Für diesen wurden er und David Nalin 1967 während einer Choleraepidemie nach Dhaka im damaligen Ost-Pakistan entsandt, wo sie begannen, Patienten mit einer von ihnen entwickelten Zucker-Salz-Lösung zu behandeln. Als es 1971 in Indien in Flüchtlingslagern des Bangladesch-Kriegs zu einer Choleraepidemie kam, wurde die Methode erstmals erfolgreich im großen Maßstab eingesetzt. Cash und Navlin setzten sich mit dem Bangladesh Rehabilitation Assistance Committee (BRAC) für die Verbreitung dieser einfachen Behandlung ein. Sie unterrichteten hierbei etwa zwölf Millionen Bangladeschis und trugen so dazu bei, dass diese Therapie zum Allgemeinwissen wurde. Seit 1977 lehrte Cash auch an der Harvard University.
Er setzte sich weiter mit Feldforschungen in der Dritten Welt für gesundheitliche Verbesserungen ein. Unter anderem war er Mitinitiator der School of Public Health des BRAC. Noch in den Anfängen der COVID-19-Pandemie kritisierte Cash in The Lancet, dass bei Lösungsansätzen der Fokus zu sehr auf den Möglichkeiten der Industrieländer liege.
Richard Cash heiratete mit 60 Jahren eine Yogalehrerin. Im Oktober 2024 erlag er nach achtmonatiger Erkrankung einem Hirntumor.

## Ehrungen
In der medizinischen Fachzeitschrift The Lancet wurde die von Cash mitentwickelte Therapie gegen Durchfallerkrankungen 1978 als vielleicht bedeutendste medizinische Entwicklung des 20. Jahrhunderts bezeichnet. Gemeinsam mit David Nalin und Dilip Mahalanabis wurde er 2006 mit dem Prinz-Mahidol-Preis ausgezeichnet. 2011 wurde er mit dem James and Sarah Fries Prize for Improving Health ausgezeichnet.